# Тарануха Олександр Валерійович
Олекса́ндр Вале́рійович Тарану́ха (1978—2022) — полковник Держспецзв'язку України, учасник російсько-української війни, який загинув у ході російського вторгнення в Україну у 2022 році.

## Життєпис
Народився 13 жовтня 1978 року в м. Городищі в Черкаській області).
Під час російсько-української війни був керівником одного з підрозділів Держспецзв'язку в Харківській області. Загинув 2 березня 2022 року, героїчно захищаючи місто Харків. Похований на батьківщині, у місті Городище на Черкащині.

## Нагороди
- орден «За мужність» III ступеня (2022, посмертно) — за  особисту мужність і самовіддані дії, виявлені у захисті державного суверенітету та територіальної цілісності України, вірність військовій присязі[3];
- медаль «Захиснику Вітчизни» (2018) — за вагомий особистий внесок у зміцнення обороноздатності Української держави, мужність, самовідданість і високий професіоналізм, виявлені під час бойових дій, зразкове виконання службових обов’язків[4].